# Microsoft Imagine

Логотип

Microsoft Imagine (ранее DreamSpark и MSDN-AA) — программа корпорации Microsoft, предоставляющая студентам и аспирантам бесплатный доступ к инструментам проектирования и разработки программного обеспечения. Изначально программа была ориентирована на учащихся вузов, но в настоящее время она расширена также на учеников старших классов и преподавателей.
Билл Гейтс анонсировал программу DreamSpark в своём выступлении в Стэнфордском университете 19 февраля 2008 года. Сначала доступ к ней получили более 35 миллионов студентов из Бельгии, КНР, Финляндии, Франции, Германии, Испании, Швеции, Швейцарии, Великобритании и США. Со временем перечень был расширен и на данный момент DreamSpark доступна в более чем 80 странах.

## Верификация
Доступ к продуктам требует подтверждения студенческого или аспирантского статуса, либо учебного статуса для заведений системы среднего образования (старше 12 лет).
На территории Российской Федерации действуют такие способы верификации:
1. Ручная верификация по сканированному изображению или фотографии студенческого билета или аспирантского удостоверения на российском сайте программы[4];
2. Верификация по карточке ISIC[4];
3. Использование кода верификации, полученного от представителя Майкрософт;
4. Регистрация учебного заведения его представителем.

Для доступа к программе требуется также учётная запись Windows Live ID.

## Доступные продукты
Пользователи могут загрузить ряд как стандартных, так и полных профессиональных версий продуктов. Доступ распространяется на следующие программы:
- Visual Studio Community 2017
- Microsoft SQL Server 2012
- Microsoft SQL Server 2014
- Microsoft SQL Server 2016
- Windows Server 2008 R2 Standard Edition 64-bit
- Windows Server 2012 Datacenter and Standard Editions 64-bit
- Windows Server 2012 R2 Datacenter and Standard Editions 64-bit
- Windows Server 2016
- Windows Embedded 8.1 Industry Pro

Доступны только через Imagine Premium:
- MS-DOS 6.22
- Windows 7 Professional
- Windows 8 Pro
- Windows 8.1 Pro
- Windows 10 Education
- Visual Studio 2005, 2008, 2010, 2012, 2013, 2015 Все издания
- Отдельные программы из Office 2007: OneNote, Access, Groove, Visio, Project
- Отдельные программы из Office 2010: OneNote, Access, SharePoint Workspace, Visio, Project
- Отдельные программы из Office 2013: OneNote (теперь бесплатно), Access, Lync, Visio, Project
- Отдельные программы из Office 2016: OneNote (теперь бесплатно), Access, Skype for Business, Visio, Project
- Различные сервера для Microsoft Office, такие, как Exchange server

Также пользователи получают доступ к ресурсам для обучения и прохождения сертификации. Среди них:
- Microsoft Virtual Academy;
- Сертификаты Microsoft;
- Бесплатные электронные книги от Free MS Press;
- Microsoft Imagine Cup;
- Pluralsight.

Три базовых приложения Microsoft Office (Word, Excel и PowerPoint) недоступны через Microsoft Imagine: они могут быть предоставлены в составе Office Home & Student 2013 и Office 365 для студентов.

## Ранее доступные продукты
- Expression Studio 1 (включает Web, Blend, Design, Encoder и Media)
- Expression Studio 2 (включает Web, Blend, Design, Encoder и Media)
- Expression Studio 3 (включает Web, Blend, Design и Encoder)
- Expression Studio 4 Ultimate (с 2013 бесплатен, закрыт)
- Microsoft SQL Server 2005 Developer Edition (только x86)
- Microsoft SQL Server 2008 Developer Edition (x86 и x64)
- Microsoft SQL Server 2008
- SQL Server Express 2008, 2012
- Visual Studio 2005 Express
- Visual Studio 2005 Professional Edition
- XNA Game Studio 3.1
- Windows Server 2003 R2 Standard Edition (только х86)
- Windows NT 4.0 Workstation
- Windows 2000 Professional
- Windows XP Professional
- Windows Vista Business
- Windows Server 2008 Standard Edition 32-bit
- Windows Embedded CE 6.0
- Windows Embedded Standard 7
- Windows Embedded 8 Industry Pro
- Visual Studio 2008, 2010, 2012, 2013 Professional Editions
- Visual Studio Express 2008, 2010, 2012, и 2013
- Visual Studio LightSwitch 2011
- Microsoft Robotics Developer Studio 2008 R3 и Microsoft CCR и DSS Toolkit 2008
- XNA Game Studio 4.0
- Virtual PC 2007
- Windows Phone Developer Tools
- Windows MultiPoint Mouse SDK
- Microsoft Small Basic
- Kodu Game Lab
- Microsoft Mathematics

## Ограничения использования[5]
Самостоятельно загружать и использовать программы разрешено лицам не моложе 18 лет, иначе условия лицензионного соглашения Microsoft Imagine должен принять один из родителей либо опекун учащегося.
В России участвовать в программе могут студенты российских вузов дневных и вечерних отделений очной формы обучения и аспиранты очной формы обучения, имеющие студенческий билет или аспирантское удостоверение на текущий учебный год.
Получаемое программное обеспечение может использоваться только для некоммерческого использования — в учебных, научных и исследовательских целях.
В соответствии с лицензионным соглашением пользователи, которые вышли из статуса студента, уже не имеют права загружать программное обеспечение по программе Microsoft Imagine, однако могут продолжить использовать ПО, полученное по программе MS Imagine в период нахождения в статусе студента. Преподаватели могут использовать продукты только в период работы на факультете.